# Athemus ishiharai
Athemus ishiharai es una especie de coleóptero de la familia Cantharidae.

## Distribución geográfica
Habita en  Japón.